# LSDXOXO
Раушан Жакіль Фонвіль Глазго, більш відомий під сценічним ім'ям LSDXOXO — берлінський артист родом із Філадельфії, який зробив собі ім'я в Нью-Йорку як ді-джей і продюсер. Глазго відомий енергійними діджей-сетами, в яких маніпулює основними звуками, накладаючи поп-треки та вокальні семпи між балтіморським клабом, гетто-хаусом, хардкором, електро та техно. Останній альбом Глазго, EP під назвою Dedicated 2 Disrespect, випущений 14 травня 2021 року на XL Recordings і у ньому він вперше використав власний голос на платівці.

## Життя та кар’єра
Народився у Філадельфії, Глазго має афроамериканське та карибське латиноамериканське походження.
Почав робити саморобні танцювальні редагування поп- та хіп-хоп хітів на першому курсі середньої школи. Спочатку Глазго називався «Funky Spunk», а пізніше обрав псевдонім LSDXOXO.
Глазго самостійно випускав серію мікстейпів Spit or Swallow на Tumblr, поки не почав співпрацювати з іншими виконавцями, надаючи своє незвичайне звучання виконавцям Big Momma і Bbymutha. Одним із найпопулярніших релізів Глазго є «Truth Tella», в якому Cakes da Killa стукає над нарізаним семплом Lavender Town's theme з гри покемонів.
Здобувши значну кількість читачів на Tumblr і закінчивши коледж зі ступенем бізнес-менеджменту, Глазго опинився в Нью-Йорку. Він почав виступати в Нью-Йорку на таких заходах, як "Legendary" вечірки Джоуі ЛаБейджі у Вільямсбурзі, Бруклін, і був прийнятий в колектив GHE20G0TH1K. Після інтенсивних гастролей Європою Глазго переїхав до Берліна, Німеччина.
У травні 2021 року Глазго випустив довгоочікуваний EP Dedicated 2 Disrespect на XL, який містив чотири треки, які представляли чотири пісні з власним вокалом.
Для альбому реміксів Леді Гаги Dawn of Chromatica (2021) LSDXOXO створив ремікс на пісню Alice.

## Дискографія

### EP
- SOFTCORE (2013)
- WHORECORE (2014)
- Dedicated 2 Disrespect (2021)
- Dedicated 2 Disrespect: The Remixes (2022)

### Мікстейпи
- Spit or Swallow 2 (2011)
- Spit or Swallow III (2011)
- Spit or Swallow IV (2011)
- SOS V (2012)
- SOSVI (2012)
- SOS7 (2012)
- MUAH (2012)
- SACANAGEM (2015)
- FUCK MARRY KILL (2016)
- BODY MODS (2018)
- Waiting 2 Exhale (2020)